# 内側前脳束
内側前脳束（ないそくぜんのうそく、英語: medial forebrain bundle、MFB）は、前脳の内側部を通過する軸索繊維の束。腹側被蓋野と側坐核を結ぶ繊維を含む。一般に、内側前脳束は報酬系の一部として認められている。